# Acutandra conradti
Acutandra conradti – gatunek chrząszcza z rodziny kózkowatych i podrodziny pędeli (Parandrinae).
Gatunek ten został opisany w 1893 roku przez Hermanna Juliusa Kolbe jako Parandra conradti. W 1902 roku Auguste Lameere uznał go za synonim Parandra gabonica. W 2012 roku został przywrócony przez Thierry'ego Bouyera, Alaina Drumonta i Antonia Santosa-Silvę.
Kózka o ciele długości od 20,1 do 22,3 mm u samców i od 22,1 do 23 mm u samic, grzbietobrzusznie niespłaszczonym. Ubarwienie ma od rudobrązowego po brązowe. Głowa wydłużona za oczami. Czułki o stosunkowo długim członie jedenastym. Obszar głowy pomiędzy nabrzmiałościami (ang. gibbosities) a nadustkiem jest gładki, błyszczący, pozbawiony dużego wgłębienia. Nadustek jest, zwłaszcza pośrodku, niepunktowany. Żuwaczki bez guzka w nasadowej części strony zewnętrznej, u samca prawie sierpowate, u samicy zaś trójkątne. Powierzchnia pokryw grubo punktowana i z wyraźnymi żeberkami grzbietowymi. Odnóża o goleniach wyraźnie powiększonych na wierzchołkach.
Chrząszcz afrotropikalny, znany tylko z Tanzanii.